# Фрідріх Акель
Фрідріх Акель (ест. Friedrich Akel; 5 вересня 1871, Халлісте, Вільянді — 3 серпня 1941, Таллінн) — естонський державний діяч, дипломат, лікар.

## Біографія
Вивчав медицину в Юр'ївському (нині — Тартуський) університеті (1892—1897), стажувався в Берліні, Празі і Лейпцизі (1899—1901), окуліст.
Був асистентом в університетській клініці Юр'ївського університету, лікарем в офтальмологічній клініці в Ризі і лікарем в Уяздовському госпіталі у Варшаві. У 1902—1904 і 1905—1912 — лікар-окуліст в Ревелі (потім — Таллінн). У 1904—1905 був лікарем на фронті російсько-японської війни. У 1907 — один із засновників приватної клініки естонських лікарів. Був гласним і головою Талліннської міської думи, почесним мировим суддею.
Був членом ради Північно-Балтійського союзу лікарів і Талліннського суспільства народної освіти. Голова спортивного товариства «Калев». Член і голова ради Талліннського позиково-позикового товариства, потім талліннського Krediitpank (Кредитбанку). У 1920—1922 — світський віце-президент консисторії Естонської Євангелічної лютеранської церкви.
У 1922—1923 — посол Естонії в Фінляндії. У 1923—1924, 1926—1927, 1936—1938 — міністр закордонних справ. З 26 березня до 16 грудня 1924 — державний старійшина (глава держави), в період його перебування на цій посаді комуністи намагалися здійснити державний переворот (1 грудня 1924), який закінчився невдачею. Один з членів уряду Акела — міністр шляхів сполучення Карл Карк — був убитий, але сам державний старійшина залишився живий.
У 1928—1934 — посол в Швеції і Данії, в 1934—1936 — посол в Німеччині і Голландії. Був членом Рійгікогу (парламенту) другого, третього і шостого скликань. У 1924—1931 — голова Естонського олімпійського комітету, в 1927—1932 — член Міжнародного олімпійського комітету.
17 жовтня 1940 був заарештований органами НКВС, у 1941 році розстріляний.